# 安德鲁斯·韦尔帕卢
安德鲁斯·韦尔帕卢（1971年2月8日—），爱沙尼亚男子越野滑雪运动员。他曾代表爱沙尼亚参加1992年、1994年、1998年、2002年、2006年和2010年冬季奥林匹克运动会越野滑雪比赛，获得二枚金牌和一枚银牌。